# Cristina Valenzuela
Cristina Danielle Valenzuela (Los Ángeles, California, 11 de julio de 1987) más conocida artísticamente como Cristina Vee, es una actriz de voz, directora de doblaje, cantante, y escritora de televisión estadounidense. En el mundo de anime es conocida por ser la voz de Louise en La magia de Zero, Nanoha Takamachi en la serie de anime Magical Girl Lyrical Nanoha, Mio Akiyama en K-ON!, Bennett en Genshin Impact, Nagisa Saito en Shinryaku! Ika Musume, Homura Akemi en Puella Magi Madoka Magica, Rei Hino / Sailor Mars en el doblaje de VIZ Media Sailor Moon, Las hermanas Honoka en Los Caballeros de Sidonia, Hawk en Los Siete Pecados Capitales y Killua Zoldyck en Hunter × Hunter.
En la animación da voz a Marinette, alias Ladybug en Miraculous Ladybug. En la pantalla, es la coanfitriona de AnimeTV al lado del reconocido actor Johnny Yong Bosch, y la segunda en directo la cual interpretó a Haruhi Suzumiya en The Adventures of the ASOS Brigade después de Patricia Ja Lee.

## Filmografía

### Series animadas
| Año           | Serie                              | Papel                    | Notas                       | Fuente |
| ------------- | ---------------------------------- | ------------------------ | --------------------------- | ------ |
| 2015          | TOME: Terrain of Magical Expertise | Dustbunny                | Ep. "Gemini Yournament Yin" | [ 4 ]  |
| 2015–presente | Miraculous Ladybug                 | Marinette, alias Ladybug |                             | [ 5 ]  |
| 2017          | Steven Universe                    | Jay-Ten, Pequeña voz     | Ep. "El zoológico"          | [ 6 ]  |
| 2019          | Víctor y Valentino                 | Xochi Jalapeño           |                             |        |
| 2020          | ZooPhobia                          | Kayla                    |                             | [ 7 ]  |
| 2021          | Helluva Boss                       | Verosika Mayday          |                             |        |

### Series de acción real
| Serie                                          | Papel                         | Notas                                       | Fuente      |
| ---------------------------------------------- | ----------------------------- | ------------------------------------------- | ----------- |
| The Adventures of the ASOS Brigade temporada 2 | Haruhi Suzumiya               | Amplio material para la serie de televisión | [ 8 ] [ 9 ] |
| Anime TV                                       | diversas funciones Anfitriona | Temporada 1 Temporadas 2-3                  |             |
| Funimation on Demand Recaps                    | Anfitriona                    |                                             |             |
| IGN Pro League 4: League of Legends tournament | Anfitriona                    |                                             |             |
| IGN Pro League 5: League of Legends tournament | Anfitriona                    |                                             | [ 10 ]      |
| Crunchyroll demostraciones y promociones       |                               |                                             |             |

### Doblajes
| Serie          | Papel                | Notas                                                                                      | Refs |
| -------------- | -------------------- | ------------------------------------------------------------------------------------------ | ---- |
| Violetta       | Violetta Castillo    | Doblaje inglés de la telenovela Argentina                                                  |      |
| Elsword        | Rena                 | Doblaje inglés del videojuego en el servidor norteamericano                                |      |
| Smite          | Discordia            | Voicepack de la diosa Discordia en el MOBA Smite                                           |      |
| Genshin Impact | Bennett, Xingchiu    | Voicepack del personaje Bennet y Xingchiu en el RPG Genshin Impact en inglés               |      |
| Shantae        | Shantae, Risky Boots | En Shantae and the Pirate's Curse, Shantae: Half-Genie Hero y Shantae and the Seven Sirens |      |